# Charles Émile Troisier
Charles Émile Troisier (Sévigny-Waleppe, 6 de abril de 1844-París, 11 de diciembre de 1919) fue un cirujano francés.

## Vida
Charles Émile Troisier nació el 6 de abril de 1844 en Sévigny-Waleppe, Ardennes. Su madre era Marie-Louise Adeline Marache y su padre Antoine Édouard Troisier, un oficial de salud en Sévigny. Se volvió doctor en medicina en 1874 en París, luego profesor en la Facultad de Medicina de la Universidad de París y miembro de la Académie Nationale de Médecine.
Fue nombrado caballero de la Legión de Honor el 6 de enero de 1890.
Tenía una relación cercana con la princesa Marie Bonaparte. Su hijo, Jean Troisier (1881-1945), también se volvió doctor y biólogo, y fue jefe del laboratorio del Instituto Pasteur. Su nieta, Solange Troisier (1919-2008) fue doctora y líder feminista.

## Trabajos
- Joseph Marie Jules Parrot (1886). Charles Emile Troisier, ed. La Syphilis Hereditaire Et Le Rachitis (en francés).

## Legado
En su honor fueron nombrados:
- Nódulo de Troisier, un ganglio linfático situado en la fosa supraclavicular izquierda.[5]
- Síndrome de Troisier-Hanot-Chauffard, una forma de diabetes mellitus.[6]